# Luc Bürgin
Luc Bürgin (* 19. August 1970 in Basel; † 11. Mai 2024 ebenda) war ein Schweizer Journalist, Publizist und Schriftsteller.

## Leben
Bürgin besuchte das Humanistische Gymnasium in Basel, das er mit der Matura abschloss. Von 1995 bis 2002 war Bürgin, der an der Universität Basel mehrere Jahre Germanistik, Volkskunde, Musikwissenschaft, Medienwissenschaft und Soziologie studierte, als Journalist für die Basler Zeitung Medien tätig, zuletzt mehrere Jahre als Chefredaktor des Baslerstab. Er befasste sich mit populärwissenschaftlichen und spekulativen Themen. In einem biographischen Artikel in der Neuen Zürcher Zeitung wurde er als «Erfolgsautor» pseudowissenschaftlicher Sachbücher charakterisiert.
Von 2004 bis 2019 war Bürgin Herausgeber und Chefredaktor der Schweizer Zeitschrift Mysteries-Magazin.
Am 11. Mai 2024 erlag er im Alter von 53 Jahren einer Krebserkrankung.

## Der Urzeit-Code
2007 veröffentlichte Bürgin das populärwissenschaftliche Sachbuch Der Urzeit-Code. Es befasste sich mit einem in den 1980er Jahren erteilten Patent des Chemiekonzerns Ciba-Geigy (heute Novartis bzw. Syngenta), das durch das Anlegen elektrischer Potentiale an Saatgut die Widerstandsfähigkeit von Nutzpflanzen erhöhen und den Einsatz von Pflanzenschutzmitteln verringern soll (siehe Elektrokultur). Bürgin präsentierte es als ökologische Alternative zur Gentechnologie.

## Werke
- Das letzte Geheimnis von Mirin Dajo. Kopp, Rottenburg 2022, ISBN 978-3-86445-883-5.
- Geheimnisse der Matrix: Der neue Mystery-Report. Kopp, Rottenburg 2021, ISBN 978-3-86445-851-4.
- Neues aus Absurdistan: Sind wir noch zu retten? Kopp, Rottenburg 2020, ISBN 978-3-86445-744-9.
- Lexikon der verbotenen Geschichte: Verheimlichte Entdeckungen von A bis Z. Kopp, Rottenburg 2018, ISBN 978-3-86445-562-9.
- Geheimdossier UFOs: Die Akten der Schweizer Luftwaffe. Kopp, Rottenburg 2015, ISBN 978-3-86445-210-9.
- Chinas mysteriöses Höhlenlabyrinth: Die unterirdische Welt von Huangshan. Kopp, Rottenburg 2013, ISBN 978-3-86445-058-7.
- Mystery: Neue Beweise für das Unerklärliche. Kopp, Rottenburg 2012, ISBN 978-3-86445-049-5.
- Lexikon der verbotenen Archäologie: Mysteriöse Relikte von A bis Z. Kopp, Rottenburg 2009, ISBN 978-3-942016-14-8.
- Der Urzeit-Code: Die ökologische Alternative zur umstrittenen Gen-Technologie. Herbig, München 2007, ISBN 978-3-7766-2534-9.
- Psst… streng vertraulich: Brisante Enthüllungen, die man Ihnen verheimlichen wollte. Kopp, Rottenburg 2006, ISBN 3-938516-36-4.
- Das Wunder Mirin Dajo: Der unverletzbare Prophet und seine paranormalen Kräfte. Kopp, Rottenburg 2004, ISBN 3-930219-74-3.
- Hochtechnologie im Altertum: Flüsternde Steine, magische Spiegel, ewiges Licht. Kopp, Rottenburg 2003, ISBN 3-930219-67-0.
- Rätsel der Archäologie: Unerwartete Entdeckungen, unerforschte Monumente. Herbig, München 2003, ISBN 3-7766-2318-7.
- UFOs über der Schweiz: Das Dossier der Luftwaffe. Kopp, Rottenburg 1999, ISBN 3-930219-27-1.
- Geheimakte Archäologie: Unterdrückte Entdeckungen, verschollene Schätze, bizarre Funde. Bettendorf, München 1998, ISBN 3-7766-7002-9.
- Irrtümer der Wissenschaft: Verkannte Genies, Erfinderpech und kapitale Fehlurteile. Herbig, München 1997, ISBN 3-7766-1986-4.
- Mondblitze: Unterdrückte Entdeckungen in Raumfahrt und Wissenschaft. Herbig, München 1994, ISBN 3-7766-1849-3.
- Götterspuren: Der neue UFO-Report. Herbig, München 1993, ISBN 3-7766-1806-X.